# Carlos de Lincopinga
Carlos, também conhecido como Carlos Filho de Magno (em sueco: Karl Magnusson) foi um nobre e bispo da Suécia do século XIII. Era filho de Magno Minescoldo e de Ingrid Ylva e irmão de Bengt e Birger. Foi bispo de Lincopinga de 1216 a 1220.